# سرمای ژوئیه
سرمای ژوئیه (انگلیسی: Cold in July) یا سرمای تابستان یک فیلم درام، جنایی و نئو نوآر به کارگردانی جیم مایکل است که در سال ۲۰۱۴ منتشر شد. از بازیگران آن می‌توان به دان جانسون، مایکل سی هال، سام شپارد، و وینسا شا اشاره کرد.